# Жена (Румунія)
Жена (рум. Jena) — село у повіті Тіміш в Румунії. Входить до складу комуни Гавождія.
Село розташоване на відстані 341 км на північний захід від Бухареста, 67 км на схід від Тімішоари.

## Населення
За даними перепису населення 2002 року у селі проживали 563 особи. Рідною мовою 558 осіб (99,1%) назвали румунську.
Національний склад населення села:
| Національність | Кількість осіб | Відсоток |
| -------------- | -------------- | -------- |
| румуни         | 537            | 95,4%    |
| українці       | 17             | 3,0%     |
| угорці         | 8              | 1,4%     |